# تشيما دي غاجيالا
تشيما دي غاجيالا (بالإنجليزية: Cima de Gagela)‏ هو أحد جبال سلسلة جبال الألب ليبونتيني وجزء من القمة الأم رهينفالدورن يقع في كانتون غراوبوندن، سويسرا. يبلغ ارتفاع الجبل حوالي 2805 متر، بينما يبلغ ارتفاع نتوء الجبل 723 متر.